# Haier
Haier Group Corporation е китайска многонационална компания за домакински уреди и потребителска електроника със седалище в Циндао, Шандун. Тя проектира, разработва, произвежда и продава продукти, включително хладилници, климатици, перални машини, сушилни, микровълнови печки, мобилни телефони, компютри и телевизори. Бизнесът с домакински уреди, а именно Haier Smart Home, има седем глобални марки – Haier, Casarte, Leader, GE Appliances, Fisher & Paykel, Aqua и Candy.
Според данни, публикувани от Euromonitor, Haier е марка номер едно в световен мащаб за основни уреди за 10 последователни години – от 2009 г. до 2018 г. Марката Haier също е призната от BrandZ през 2019 г. като най-ценната марка на IoT екосистемата в света със стойност на марката от 16,3 млрд. щ.д. През 2019 г. Haier Smart Home се класира на 448-о място в списъка Global 500 на Fortune с приходи от 27,7 млрд. щ.д.
Haier Group се състои от две дъщерни дружества, регистрирани в три борси: Haier Smart Home (海尔智家) (SSE: 600690; ex-Qingdao Haier Co., Ltd.), Haier Electronics Group Co., Ltd. (SEHK: 1169), и D-share листване на Haier Smart Home в China Europe International Exchange във Франкфурт.

## История
Произходът на Haier датира много преди основаването на компанията. През 20-те години на XX век в Циндао е построена фабрика за хладилници, която да снабдява китайския пазар. След създаването на Китайската народна република през 1949 г. фабриката е поета и превърната в държавно предприятие.
До 1980 г. фабриката има дълг от над 1,4 милиона юана и страда от разрушената инфраструктура, лошото управление и липсата на контрол на качеството в резултат на планираната икономическа система и съответните политики. Производството се забавя, рядко надхвърляйки 80 хладилника на месец, а фабриката е близо до фалит. Правителството на Циндао наема младия помощник на градския управител, Чжан Жуймин, отговорен за редица градски компании за електроуреди. Чжан е назначен за управляващ директор на фабриката през 1984 г.

### Основаване
Haier е основана като Qingdao Refrigerator Co. през 1984 г. С отварянето на Китай към световните пазари чуждестранните корпорации започват да търсят партньорства в Китай. Една от тях, германската компания за хладилници Liebherr, сключва договор за съвместно предприятие с Qingdao Refrigerator Co., предлагайки технология и оборудване на своя китайски партньор. Хладилниците трябва да се произвеждат под името Qindao-Liebherr. Сегашната марка Haier произлиза от последните две срички на китайската транслитерация на Liebherr.
Инсталирането на оборудването и технологията на Liebherr е придружено от нови процеси за контрол и управление на качеството. До 1986 г. Qingdao Refrigerator се връща към рентабилност и нараства в продажбите средно с 83% годишно. Между 1984 г. и 2000 г. продажбите нарастват от 3,5 милиона юана до 40,5 милиарда юана.
През 1988 г. общинското правителство иска от Haier да поеме някои от другите закъсали производители на уреди в града. Компанията поема контрола върху Qingdao Electroplating Company (производител на микровълнови фурни). През 1991 г. компанията променя името си на Qingdao Haier Group и придобива Qingdao Air Conditioner Plant и Qingdao Freezer. Името на компанията е опростено до сегашното си име Haier през 1992 г. През 1995 г. компанията поема и Qingdao Red Star Electronics Co., производител на перални машини, заедно с пет от неговите дъщерни дружества. Haier придобива седем компании между 1995 и 1997 г. и започва да изнася на чужди пазари.

### Международна експанзия
В Югоизточна Азия Haier открива производствени съоръжения в Индонезия през 1996 г. и във Филипините през 1997 г., но се проваля в опита си да навлезе на тайландския пазар поради наличието на местни конкуренти.
Haier навлиза на американския пазар през 1999 г. В САЩ се фокусира върху две пазарни ниши – компактни хладилници и електрически винарски изби. Haier започва да произвежда пълноразмерни хладилници за северноамериканския пазар. Това би го поставило в пряка конкуренция с утвърдените американски компании GE, Whirlpool, Frigidaire и Maytag. Като част от стратегията си Haier строи производствено съоръжение в Съединените щати в Камдън, Южна Каролина, открито през 2000 г. До 2002 г. приходите в САЩ достигат 200 млн. щ.д., все още малко в сравнение с общите приходи от 7 млрд. щ.д. Също през 2002 г. Haier се премества в сградата на Greenwich Savings Bank Building в Мидтаун Манхатън. Сградата е с площ 4800 m² и е построена през 1924 г. в неокласически стил.
През 2002 г. са построени производствени мощности в Пакистан, а в Йордания – през 2003 г. В Африка Haier има заводи в пет страни: Тунис, Нигерия, Египет, Алжир и Южна Африка. Компанията също така купува завод в Италия и започва да пуска продуктите си в европейски вериги за търговия на дребно – или под собствената си марка, или по OEM споразумения с чуждестранни партньори. Haier има споразумение за съвместно предприятие с правителството на Венецуела.
Haier Appliances (India) P. Ltd започва търговските си операции през януари 2004 г. Централата ѝ е в Ню Делхи, а през 2015 г. има 33 предприятия, включително тези в Мумбай, Бангалор, Ченай и Колката. Haier е включена сред 20-те най-доверени марки в Индия от The Brand Trust Report, проучване, проведено от Trust Research Advisory.
През юни 2005 г. Haier прави оферта за придобиването на американската Maytag Corporation, подкрепена от частните инвестиционни фондове Blackstone Group и Bain Capital. Офертата е за 1,28 милиарда щатски долара, или 16 щатски долара на акция, надвишавайки предишна оферта от 14,26 щатски долара на акция, направена от Ripplewood Holdings. В крайна сметка обаче Maytag е купена от базираната в Мичиган Whirlpool Corporation, която предлага 1,7 милиарда щатски долара в брой и акции, или 21 щатски долара на акция, плюс поет дълг.
През 2009 г. Haier изпреварва Whirlpool и става четвъртият най-голям производител на хладилници в света по отношение на продажбите с глобален пазарен дял от 6,3%.
През 2012 г. Haier Group придобива бизнеса с уреди от базираната в Нова Зеландия Fisher & Paykel и звеното на Sanyo за производство на битови уреди в Югоизточна Азия.
През юни 2016 г. Haier Group купува подразделението за електроуреди на General Electric за 5,4 милиарда щатски долара. GE Appliances е със седалище в Луисвил, Кентъки.
На 28 септември 2018 г. е обявено, че Haier е придобила базираната в Италия група Candy.
Към 2020 г. Haier е марка номер едно в света за домакински уреди за 12 последователни години.

## Марки
- Haier
- Casarte
- Leader
- GE Appliances
- Fisher & Paykel
- AQUA
- CANDY
- Hoover
- Thunderobot

## Технология
През 2015 г. Haier започва да проучва как интернетът на нещата може да бъде интегриран в нейните устройства. Компанията, цитирана от Лабораторията за изкуствен интелект при Станфордския университет, която открива три пречки пред приемането на технологията за интелигентен дом:[ неясно? ] липса на унифицирани протоколи/единна точка на достъп, пасивни услуги и липса на цялостни решения. По това време основните компетенции на Haier се намират в сектора на големите уреди, а не в сектора на малката електроника. Впоследствие тя си партнира с тогавашната водеща IoT китайска платформа IngDan (硬蛋), собственост на Cogobuy Group, за да преодолее тези недостатъци. Използвайки екосистемата и веригата за доставки на Cogobuy, тя успява да интегрира портфолиото на IngDan от компоненти, модули и крайни гласови анализи в интелигентни битови уреди. Haier представя своите интелигентни уреди в седем продуктови линии в индустрията за големи битови уреди: въздух, вода, грижа за дрехите, сигурност, гласов контрол, здраве и информация.